# Peter Schäfer (Historiker)
Peter Schäfer (* 4. März 1931 in Berlin; † 29. Februar 2016 in Jena) war ein deutscher Historiker mit einem Forschungsschwerpunkt in nordamerikanischer Geschichte. Als einer der wenigen Historiker der DDR behielt er seine Professur auch nach der Wende und friedlichen Revolution in der DDR.

## Leben und Wirken
Schäfers Mutter hatte als Jüdin die Zeit des Nationalsozialismus nur durch ihre Ehe mit einem Nichtjuden überlebt. Schäfer selbst war 1944 von der Schule relegiert worden. Nach dem 1949 an der Georg-Herwegh-Schule in Berlin-Hermsdorf abgelegten Abitur entschied er sich für ein Studium der Geschichte an der Humboldt-Universität Berlin, weil er, abgeschreckt von der Rückkehr zahlreicher ehemals nationalsozialistischer Lehrer an seine Schule, in der DDR den „besseren, zukunftsorientierteren deutschen Staat“ sah. Er wurde im Oktober 1949 Mitglied der FDJ und verlegte nach seiner Heirat 1952 seinen Wohnsitz vom Westen in den Osten Berlins. 1954 trat er in die SED ein.
Von 1953 bis 1959 arbeitete Schäfer als wissenschaftlicher Assistent und dann als wissenschaftlicher Oberassistent in der Abteilung Neuzeit am Institut für Geschichte der Humboldt-Universität. Er wurde im Dezember 1960 bei Gerhard Schilfert und Elisabeth Giersiepen promoviert über Die Beziehungen zwischen Deutschland und den Vereinigten Staaten von 1933 bis 1939 unter besonderer Berücksichtigung der handelspolitischen Beziehungen und der Boykottbewegung in den Vereinigten Staaten.
Im Dezember 1963 wechselte Schäfer an die Friedrich-Schiller-Universität Jena, wo er eine Dozentur für Allgemeine Geschichte der Neuzeit und der neuesten Zeit wahrnahm. Im Dezember 1979 erfolgte seine Promotion B mit einer Arbeit über Klassengrundlagen, Funktion und Ergebnisse der Reformpolitik Woodrow Wilsons. Da ihm keine Auslandsreisen gestattet wurden, fiel es Schäfer mit seinem Arbeitsschwerpunkt in nordamerikanischer Geschichte schwer, sich Quellen zur Zeitgeschichte der USA zu beschaffen. Er stützte seine Forschungen deshalb auf den in der Universitätsbibliothek Jena vorhandenen Bestand amerikanischer Zeitschriften aus der Zwischenkriegszeit. Erst 1989 erhielt er in Jena eine außerordentliche Professur für Neuere Geschichte. Nachdem er 1992 eine Vertretungsprofessur für Anglo-Amerikanische Geschichte an der Universität Köln wahrgenommen hatte, erhielt er 1993 eine ordentliche Professur für Neue Geschichte mit dem Schwerpunkt der Geschichte Nordamerikas an der FSU Jena. 1996 weilte Schäfer als Gastprofessor an der Georg-August-Universität Göttingen. Im selben Jahr wurde er emeritiert.

## Schriften
Ein Schriftenverzeichnis erschien in: Jörg Nagler: Nationale und internationale Perspektiven amerikanischer Geschichte. Festschrift für Peter Schäfer zum 70. Geburtstag (= Jenaer Beiträge zur Geschichte. Bd. 5). Lang, Frankfurt am Main u. a. 2002, ISBN 3-631-38010-0, S. 253–260.
- Die Beziehungen zwischen Deutschland und den Vereinigten Staaten von 1933 bis 1939: Unter besonderer Berücksichtigung der handelspolitischen Beziehungen und der Boykottbewegung in den Vereinigten Staaten. Dissertation an der Humboldt-Universität Berlin, 7. Dezember 1960, DNB 480922772.
- mit Rüdiger Horn: Geschichte der USA. 1914–1945. Deutscher Verlag der Wissenschaften, Berlin 1986, ISBN 3-326-00054-5.
- Die Präsidenten der USA im 20. Jahrhundert. Biographien, Daten, Dokumente. Deutscher Verlag der Wissenschaften, Berlin 1990, ISBN 3-326-00326-9.
- Zwischen Krieg und Frieden. Studien zur Außenpolitik der USA im 20. Jahrhundert (= Wissenschaftliche Beiträge der Friedrich-Schiller-Universität Jena). Verlagsabteilung der Friedrich-Schiller-Universität, Jena 1990, OCLC 750933485.
- Alltag in den Vereinigten Staaten. Von der Kolonialzeit bis zur Gegenwart. Styria, Graz 1998, ISBN 3-222-12565-1.
- „Schreiben Sie das auf, Herr Schäfer!“ Erinnerungen eines Historikers an seine Universitäten in Berlin und Jena. Thuß und van Riesen, Jena 2007, ISBN 978-3-940431-00-4.